# Kanton Pointe-à-Pitre-2
Der Kanton Pointe-à-Pitre-2 war bis 2015 ein französischer Wahlkreis im Übersee-Département Guadeloupe im Arrondissement Pointe-à-Pitre. Er umfasste einen Teil der Gemeinde Pointe-à-Pitre.